# Verkhnie Mandrogui
Verkhnie Mandrogui (Верхние Мандроги) est un ancien village de pêcheurs vepses (qui brûle entièrement à la fin de la Seconde Guerre mondiale) ; c'est aujourd'hui un village tourné vers le tourisme, qui est situé dans le nord de la Russie dans l'oblast de Léningrad. Sa population en 2010 était de 278 habitants. Le village possède un musée de la vodka.

## Géographie
Le village se situe à vingt kilomètres à l'ouest de Podporojié, sur la rive gauche de la rivière Svir qui relie le lac Onega au lac Ladoga, non loin de la frontière carélienne.

## Histoire
Au recensement de 1905, le village comprenait vingt-et-une maisons avec 70 hommes et 71 femmes. La population de pêcheurs vepses a quitté le village à la fin de la Seconde Guerre mondiale. Il a été racheté à la fin des années 1990 par un riche entrepreneur russe qui restaure les restes des maisons et en fait un village-musée à destination des touristes de la région et des touristes russes et étrangers qui font ici une étape pendant leur croisière fluviale. Le village se repeuple et plus de deux cents personnes viennent en plus y travailler de l'extérieur. Il comprend aussi un jardin d'enfants et une école primaire.